# Tonate-Virus
Das Tonate-Virus (englisch Tonate virus, TONV, auch Venezuelan equine encephalitis virus IIIB, VEEV-IIIB; Spezies Alphavirus tonate) ist ein Virus in der Familie der Togaviren (Togaviridae), genauer zum Komplex der venezolanischen Pferdeenzephalitis-Viren („Venezuelan equine encephalitis complex viruses“, VEE). Die durch diese Viren hervorgerufene Krankheit kommt vor allem im Amazonas-Gebiet vor und führt zu Denguefieber-ähnlichen Symptomen.

## Humanmedizin
Die Infektion mit dem Tonate-Virus führt zu den typischen Symptomen einer Arbovirus-Infektion: Fieber, Schüttelfrost, Kopfschmerzen sowie Muskel- und Gelenkschmerzen. In einer mehrjährigen Studie sind unter 45 TONV-Patienten keine schweren neurologischen Symptome aufgetreten, und auch keine Todesfälle. Die ersten beiden Patienten mit gesichertem TONV-Nachweis traten 1973 und 1975 auf. Im Jahr 1998 verstarb ein Säugling vom Oyapock-Fluss an einer TONV-verursachten Enzephalitis.
Zwei Seroprävalenzstudien in Französisch-Guyana zeigten, dass 14,3 bzw. 11,9 Prozent der Bevölkerung bereits Kontakt mit dem Virus hatten. Die Studie aus den 1970er Jahren zeigte die höchsten Raten in den Küstengebieten, die Studie aus dem Jahr 1990 jedoch zeigte die höchsten Infektionsraten an den Grenzflüssen zu Surinam und Brasilien, die tiefsten jedoch an den Meeresküsten.

## Erster Nachweis und Wirtsorganismen
Der Erstbeschreibung dieses Virus erfolgte im Januar 1973 bei der in Französisch-Guyana vorkommenden Vogelart Psarocolius decumanus (Krähenstirnvogel) in Tonate, einem Dorf 30 Kilometer westlich der Hauptstadt Cayenne. Seither wurde das Virus in zahlreichen weiteren Organismen nachgewiesen:
- Mücken und Sandfliegen: Anopheles, Coquilletidia, Culex, Mansonia, Uranotaenia, Wyeomyia, Lutzomyia
- Schnabelkerfe: Oeciacus vicarius (Parasit der amerikanischen Küstenschwalbe Petrochelidon pyrrhonota)
- Säugetiere: Fledertiere (Chiroptera), Südopossum, Graue Vieraugenbeutelratte[5]